# Carl Schlechter
Carl Schlechter (født 2. marts 1874 i Wien, død 27. december 1918 i Budapest) var en førende østrigsk skakspiller omkring begyndelsen af det 20. århundrede.
Fra 1893 og frem spillede han i over 50 internationale skakturneringer med 4 førstepladser: München 1900 (delt), Ostende 1906, Wien 1908 (delt), Hamborg (1910). 
I 1910 spillede han en match over 10 partier med den regerende verdensmester Emanuel Lasker om verdensmesterskabet. Han behøvede kun remis (dvs. uafgjort) i sidste parti, men trods både gode gevinst- og remischancer undervejs, tabte han partiet som det eneste i matchen som derved endte uafgjort 5-5. Det betød at Lasker beholdt verdensmestertitlen.
Schlechter spillede også matcher mod Siegbert Tarrasch i 1911 (uafgjort) og Akiba Rubinstein i 1918 (Schlechter tabte).
Han døde i Budapest af lungebetændelse og sult.